# مکریان
مُکریان یا میرنشین موکریان به (کردی سورانی: موکریان) منطقه ای جغرافیایی در سده‌های ۹ تا ۱۳ هجری بوده است که ایل مکری سابقاً به مرکزیت مهاباد در آن جا حکومت می‌کردند و در شمال غربی ایران در جنوب دریاچه ارومیه قرار داشت. این میرنشین که در تاریخ فراز و فرودهای داشته است، در گسترده‌ترین حالت بر بخش‌هایی از شمال و شمال غرب استان کردستان و جنوب غرب استان آذربایجان غربی کنونی منطبق است. یکی از بازماندگان خاندان مکری، قلعه‌ای به نام قلعه سردار که در دورهٔ قاجار عزیزخان مکری و خانواده او در آن جا حکومت می‌کردند.
بیشتر اسامی شهرها، روستاها، کوه‌ها و رودهای مکریان متشکل از واژهٔ‌های مغولی است که گویا در دورهٔ حکومت ایلخانان مغول در مراغه منطقهٔ مکریان از لحاظ کشاورزی از اهمیت خاصی برخوردار بوده است.
مُکریان شهرستان‌های جنوب دریاچه ارومیه شامل سردشت، نقده شاهین‌دژ، تکاب، میاندوآب، اشنویه، بوکان، پیرانشهر، مهاباد و دهستان ترجان را دربرمی گیرد. برخی کُردستان را تنها برای بخش مرکزی و شمالی مُکریان به‌کار می‌بردند.در حال حاضر شهرستان بوکان بزرگ‌ترین و پرجمعیت‌ترین شهرستان این منطقه جغرافیایی است. زبان کردی با لهجه مکریانی در بخش جنوب مرکزی مکریان یعنی شهرستان‌های سردشت، مهاباد، بوکان و غرب مکریان یعنی شهرستان‌های پیرانشهر و اشنویه گویشور دارد.

## جغرافیای مکریان
- مقاله اصلی: استان_آذربایجان_غربی#شهرستان‌های_استان

مکریان شهرستان‌های جنوب دریاچه ارومیه شامل نقده، سردشت، شاهین دژ، تکاب، میاندوآب، اشنویه، بوکان، پیرانشهر، مهاباد و دهستان ترجان با مرکزیت روستای باغلوجه را دربر می‌گیرد. برخی کُردستان را تنها برای بخش مرکزی و شمالی مُکریان به‌کار می‌بردند.
طبق آمار و تقسیمات سیاسی تا سال ۱۳۹۵، براساس وسعت شهرستان مهاباد بزرگ‌ترین و براساس جمعیت شهرستان بوکان پرجمعیت‌ترین شهرستان این منطقه جغرافیایی به‌شمار می‌روند. بدون در نظر گرفتن دهستان ترجان سقز، وسعت منطقه مکریان ۱۷٬۹۴۶ کیلومتر مربع و جمعیت آن، ۱٬۳۶۱٬۸۸۱ نفر (بر اساس سرشماری سال ۱۳۹۵) است.
| ردیف                                                      | نام شهرستان                                   | وسعت (کیلومتر مربع)                           | جمعیت (۱۳۹۵)                                  |
| شهرستان‌های مُکریان که امروزه اکثریت کُردی دارند             | شهرستان‌های مُکریان که امروزه اکثریت کُردی دارند | شهرستان‌های مُکریان که امروزه اکثریت کُردی دارند | شهرستان‌های مُکریان که امروزه اکثریت کُردی دارند |
| --------------------------------------------------------- | --------------------------------------------- | --------------------------------------------- | --------------------------------------------- |
| ۱                                                         | شهرستان اشنویه                                | ۱٬۱۹۳                                         | ۷۳٬۸۸۶                                        |
| ۲                                                         | شهرستان پیرانشهر                              | ۲٬۲۵۹                                         | ۱۳۸٬۸۰۰                                       |
| ۳                                                         | شهرستان مهاباد                                | ۲٬۵۹۲                                         | ۲۳۶٬۸۴۹                                       |
| ۴                                                         | شهرستان بوکان                                 | ۲٬۵۴۱                                         | ۲۵۱٬۴۰۹                                       |
| ۵                                                         | شهرستان سردشت                                 | ۱٬۴۱۱                                         | ۱۱۸٬۸۰۰                                       |
| #                                                         | غرب مُکریان                                    | ۹٬۹۹۶                                         | ۸۱۹٬۷۴۴                                       |
| شهرستان‌های مکریان که امروزه جمعیت ترکیبی کُرد و آذری دارند |                                               |                                               |                                               |
| ۶                                                         | شهرستان نقده                                  | ۱٬۰۵۰                                         | ۱۲۷٬۶۷۱                                       |
| ۷                                                         | شهرستان میاندوآب                              | -                                             | ۲۲۵٬۳۴۵                                       |
| ۸                                                         | شهرستان شاهین‌دژ                               | ۲٬۱۴۴                                         | ۹۲٬۴۵۶                                        |
| ۹                                                         | شهرستان تکاب                                  | ۲٬۵۲۳                                         | ۸۷٬۵۵۶                                        |
| #                                                         | شرق مُکریان                                    | ۷٬۹۵۰                                         | ۵۸۱٬۶۳۲                                       |
| مجموع                                                     | کل مُکریان                                     | ۱۷٬۹۴۶                                        | ۱٬۳۶۱٬۸۸۱                                     |

## پیشنهاد تشکیلاستان کردستان شمالی

محدوده پیشنهادی برای استان کردستان شمالی به مرکزیت بوکان یا مهاباد

طرح پیشنهادی برای تشکیل استانی جدید با عنوان کردستان شمالی به مرکزیت بوکان در شمال غرب ایران که محدوده مورد نظر برای تشکیل این استان بخشی از استان آذربایجان غربی و استان کردستان است. کردستان شمالی شهرستان‌های کردنشین جنوب دریاچه ارومیه و شهرستان‌های سقز و بانه در شمال استان کردستان را دربر می‌گیرد.
به صورت رسمی این طرح برای اولین بار توسط نماینده وقت بوکان در تاریخ ۲۵ اردیبهشت ۱۳۶۹ با نام استان مکریان به مرکزیت بوکان در دوره سوم مجلس شورای اسلامی مطرح و به وزارت کشور پیشنهاد داده شد تا در خصوص استانی جدید در جنوب آذربایجان غربی اقدام و مورد مطالعه قرار گیرد. در سال ۱۳۸۷ در نطق پیش از دستور محمدقسیم عثمانی با عنوان «مطالعه وزارت کشور در جهت ایجاد استان جدید کردستان شمالی با مرکزیت بوکان با توجه به جایگاه راهبردی و ظرفیت‌های بالقوهٔ آن و رفع شبههٔ تبعیض بین غرب و شرق کشور» دوباره طرح تشکیل استان مکریان اما این بار با نام کردستان شمالی مجدداً مطرح شد.

## نام گذاری
به‌نوشته اشرف‌الدین بدلیسی، مکری از بازماندگان شاهزادگان اردلان بود و نامش را از یکی از رهبران آن، یک مکار خاص می‌گیرد.
- نیکیتین بر این باور است: "کُردهای مکری که افسانه‌های زیادی در بارهٔ آن‌ها وجود دارد را به‌عنوان شاهدی بر این مدعا نقل می‌کند که خالصترین نژاد از کُردها هستند. با این حال بی آن که خود بدانند دلایل معتبرتری دارند بر این که اصل و مبدأ آن‌ها به مادها می‌رسد و این دلایل در زبانشان است که بنا به عقیده سوون بیش ازهمه لهجه‌های دیگر کُردی به زبان اوستایی زرتشت نزدیک تر است.[۲]
- در روایتی دیگر آمده همان گونه که نام ایل مکریت ترکمنی ذکر شده ممکن است که نام مکری از واژه مکریت گرفته شده‌باشد.[۲]
- روژبیانی بر این باور است که واژه مکری در اصل مغری یا مغ راه بوده و مکریان نیز مغریان راه مُغ‌ها بوده است. سپس به مُقریان و موکریان تغییر یافته است. 
شاهان ایرانی حتی ساسانی‌ها وقتی به تاج و تخت می‌رسیدند میباسیت از تیسفون پیاده به تخت سلیمان (آتشکده آذرگشسپ) بروند تا دربرابر آتش پاک کُرنش کنند. از این رو چون دشت مُکریان بر سر راه مغان بود نام مغ ریان بر آن نهاده شد و سرانجام به مکریان تبدیل شده است. در کل چنین بیان می‌شود که مکریان به دشت‌های حاصلخیز آنجا که دروازه‌های ورود مغ‌ها برای زیارت آتشکده‌های آذرگشسب به تخت سلیمان تکاب مغری یان یعنی راه مغ‌ها می‌گفتند که به مرور مکری یان نام گرفته است.[۱۴]

## پیشینه تاریخی
یکی از امرای صومایی بنام امیرسیف الدین مؤسس عشیرهٔ کردتبار بوده که در دوره حکومت ترکمانها (قرن نهم هجری) در آغاز ناحیه درباس یا دریاس را از تصرف یکی از طوایف ترکمانها خارج ساخت و صاحب آن منطقه شد، بعدها نیز مناطق دۆڵی باریک، آختاچی، ایل تیمور و سلدوز را به متصرفات خود ضمیمه نمود به تدریج حکومتی نیرومند و مقتدر را تشکیل داد و حکومت و طوایفش را بنام خود «مُکری» نامگذاری کرد و مدتی زیاد بدون جنگ حکومت کرد. آختاچی یا آختاسی و تیمور، نام خوانین و حکام مغول بوده که روزگاری بر این مناطق فرمانروایی می‌کردند.

### کردهای هذبانی
از دیرباز کُردها در این مناطق ساکن بودند و در دوره اسلامی نیز اکراد به نام‌های هزبانی و روادی شاخته شده‌اند، شهر اشنویه نیز کردهای موسوم به هذبانیه (هذبانی) بود، تا سده‌های بعد همچنان آبادانی خود را حفظ کرد. هذبانیان از مراتع اطراف آنجا، برای نگهداری احشام خود بهره می‌جستند. تیره‌ای از آنان نیز که رَوّادیان (کُرد) نامیده می‌شدند، در ارمنستان سکنی گزیدند. روادیان که در آذربایجان و کردستان نفوذ داشتند، در سدهٔ ۲ ق از اطاعت عباسیان سرباز زدند و چندی حکومت مستقلی به رهبری فردی به نام علی، فرزند صدقه در آذربایجان تشکیل دادند. آنان شهر ارومیه را مرکز فرمانروایی خود قرار دادند.

### صفویه
مجتبی برزویی می‌نویسد این امارت در دوران صفویه و قاجاریه و با مهاجرت مکریها از شهرهای زور و کردان ساکن دیاربکر طی دو دورهٔ متفاوت یعنی در پایان کار ترکمانان آق‌قویونلو (دو تا سه دهه پیش از ظهور صفویه در اواخر سده نهم هجری قمری و اواخر سده پانزدهم میلادی) و در اواخر پادشاهی نادر شاه افشار از نواحی کردنشین ترکیه و عراق تشکیل شده است.

#### نبرد دیمدیم
قلعه دیمدیم در نزدیکی ساحل دریاچه ارومیه بنا بر سنت شفاهی کردی به قبل از اسلام برمی‌گردد. امیرخان لپزرین فرمانروای برادوست که خواهان حفظ استقلال امارت در حال گسترش اش در برابر رسوخ عثمانی و صفوی به درون منطقه بود، در ۱۶۰۹ ویرانه‌های آن را بازسازی کرد. اسکندر بیگ در آن سال آن را دژی نیرومند متشکل از پنج قلعه جداگانه با مخازن حفاظت شده و چاله برای ذخیره‌سازی یخ و برف توصیف کرد. امروزه بخش‌هایی از دیوارها و انبوه ساختمان از سنگ و آجر هنوز هم قابل مشاهده هستند.
نبرد دیمدیم در تاریخ‌نگاری صفوی جایگاهی برجسته دارد، شاه عباس اول حق موروثی امیرخان برای حکومت بر برادوست و ارومیه را به رسمیت شناخته بود؛ ولی بازسازی دیمدیم حرکتی در جهت استقلال بود که می‌توانست قدرت صفویه را در شمال غرب به خطر بیندازد؛ در واقع، نه عثمانیان و نه صفویان کنترل مستحکمی بر کردستان، آذربایجان و ارمنستان نیافته بودند. بسیاری از کردها از جمله فرمانروایان مکری (غرب و جنوب دریاچه ارومیه) پیرامون امیرخان بسیج شده بودند. پس از یک محاصره شدید و طولانی به رهبری حاتم بیگ وزیر اعظم صفوی از نوامبر ۱۶۰۹ تا تابستان ۱۶۱۰ دیمدیم تسخیر شد؛ همه محافظان آن قتل‌عام شدند. شاه عباس دستور قتل‌عام در برادوست و مکری را داد، ایل ترک افشار را باز در منطقه ساکن کرد و بسیاری از قبایل کرد را به خراسان فرستاد، این دو امارت ماندند گرچه خیلی ضعیفتر شدند و امرای برادوست دو بار با صفویان در دیمدیم نبرد کردند. مکریان در کنار بابان و اردلان یکی از سه امارت بزرگ قبایلی کرد بود.
هنری رولینسن که در اکتبر ۱۸۳۸ از قبیله مکری بازدید کرده آن را یکی از قوی ترین‌ها و مقتدرترین در ایران می‌داند. این قبیله آن گاه یکجانشین بود و منطقه‌ای با عرض ۶۵ کیلومتر و پهنای ۸۰ کیلومتر را در جنوب دشت میاندوآب و در غرب زرینه‌رود را اشغال می‌کرد. بیش از ۱۲۰۰۰ خانواده داشت و و تیره‌های بابا امیره، ده بکری، خلکی و… داشت.
بانستر سوان می‌نویسد که بسیاری از پادشاهان ایران از جمله شاه عباس صفوی به مکری‌ها به خاطر شرکتشان در جنگ‌های گوناگون وابسته بودند. شاه عباس صفوی بسیاری از ایشان را به عنوان افسران رده بالای لشگرش برگزید. در ۱۶۲۴ میلادی قسمت عمده از لشکر شاه عباس را کردهای مکر تشکیل می‌دادند که در نبردهای مهم مقابل ترکان ایستادگی کرده بودند. اما در واقعیت ایل مکری به عنوان یاغیان غیرمعمول پدیدار شده‌اند و بیش تر به غارتگری شناخته شدند تا دستاوردهای نظامی شان. اسکندر بیگ ترکمان منشی می‌نویسد پس از فتح آذربایجان توسط عثمانی‌ها امیرا بی امیر مکری به سلطان مراد سوم ابراز وفاداری نمود و مکری‌ها دست به موجی از غارت و کشتار زدند. پس از مرگ امیره بی این کارها در زمان پسرش شیخ حیدر نیز ادامه یافت تا زمان بازپس‌گیری آذربایجان توسط شاه عباس صفوی. پس از آن شیخ حیدر وفاداری و سرسپردگی اش را به شاه اعلام کرد و شاه نیز گذشته او را بخشید و حکومت مراغه را به او داد. شیخ حیدر شاه را در لشگرکشی اش به شمال ارس همراهی کرد اما او در جریان محاصره ایروان کشته شد.
شاهان صفوی و قاجار برای تضعیف عنصر در حال رشد کردی، بارها بدان اردوکشی تنبیهی کردند، جمعیت امارت مکری را قتل‌عام کردند، هزاران کرد را از منطقه غرب دریاچه جابجا کردند و قبایل ترک افشار و قره‌پاپاخ را در آن اسکان دادند.
این قیام درون مایه عمده‌ای در فولکلور و ادبیات کردی شد و مورخ شاه، اسکندر بیگ هم آن را در یک گزارش به‌طور شاهد عینی وصف کرده است.
در ۱۱۴۲ هجری طهماسبقلی سپهسالار (نادر شاه آینده) یوسف پاشا، فرماندار عثمانی اورمیه را شکست داد و دستور تخریب دژ را صادر کرد.

### تقسیمات سیاسی
امتداد بلده ارومیه تا زمان دولت قاجاریه سلدوز و مکریان و مرحمت آباد مراغه الی صفاخانه صائین قلعه در تحت و جزو ولایات ارومیه بوده بعد از حسین علی خان بیگلربیگی افشار از اداره اورمیه خارج شده است. در دورهٔ قاجار قریه سردشت، قریه بوکان، قریه مرحمت آباد و صائین قلعه و قصبه مهاباد جزو و تحت امر تبریز و آذربایجان بوده‌اند. بعد از مرگ عزیزخان مکری در تبریز، فرزندان آن‌ها در منطقه بوکان سکونت گزیده و مرکز خود قراردادند.
در دورهٔ پهلوی نیز بخش مرکزی مهاباد، بخش بوکان، بخش نقده، بخش اشنویه، بخش مرحمت آباد (که بعداً میاندوآب نامیده شد)، بخش شاهین‌دژ، بخش تکاب، بخش سردشت، بخش خانه که بعداً پیرانشهر نامیده شد. تا پس از انقلاب اسلامی ایران در تقسیمات سیاسی و اداری منطقه واژه گورک مکری (یکی از دهستان‌های شهرستان بوکان) وجود داشت اما نام مکریان امروزه در تقسیمات اداری کنونی ایران تنها در عنوان دهستان‌های مکریان شرقی، مکریان غربی و مکریان شمالی استان آذربایجان غربی به کار رفته است.

## جغرافیا

### جایگاه
سرزمین مکریان از دیدگاه طبیعی، توده مرتفعی است که از شمال به اشنویه و دریاچهٔ ارومیه و مراغه و از جنوب به استان کردستان محدود است. این منطقه از طرف غرب و شرق به ترتیب با اقلیم کردستان و تکاب هم‌مرز و همسایه است و در مرزهای طبیعی مشخصی قرارگرفته است.
مکریان بین دوجلگه قزل اوزون در شرق و عراق (میان رودان) در غرب واقع شده است. این منطقه مابین ۳۵ درجه و ۵۴ دقیقه تا ۳۶ درجه و ۵۲ دقیقه عرض شمالی و از ۴۴ درجه و ۴۵ دقیقه تا ۴۶ درجه و ۳۳ دقیقه طول شرقی از نصف النهار گرینویچ قرار دارد. ارتفاع این ناحیه از دریاچهٔ ارومیه ۱٬۲۲۰ متر است ولی در نواحی غربی و جنوبی تا ۳٬۰۰۰ متر نیز می‌رسد. رودهای سیمینه رود و زرینه رود در مکریان قرارگرفته‌اند.

### آب و هوا
تابستان‌های مکریان گرم و زمستان‌های آن سرد و یخبندان است. حداکثر حرارت ۳۸/۵ درجهٔ بالای صفر و گاهی نیز از آن تجاوز می‌کند و حداقل درجه حرارت سالیانه مکرر به ۲۰ درجهٔ زیر سفر می‌رسد. زمستان و بهار طولانی‌ترین فصول این منطقه است. مکریان سرزمینی خشک و بی آب به حساب می‌آید و این باعث گردیده که تراکم جمعیت در مناطق مختلف آن متفاوت باشد.

### زمین‌شناسی
سرزمین مکری متعلق به دورانی پیش از به وجود آمدن آتشفشان‌های نظیر سهند و سبلان است و در این منطقه رسوبات درونی بدون آنکه انفصالی در آن‌ها رخ داده باشد برسوبات کاربونیفر می‌پیوندند و سپس طبقات تریاس به صورت توده‌ای عظیم آهکی، به‌طور متفرق تمام لایه‌های پرمی را می‌پوشاند و ضخامت این لایه‌ها (تریاس) طبق تحقیقات انجام شده از ۷۰۰ تا ۱۰۰ متر است و لایه‌های کرتاسه به‌طور مرتب بر روی لایه‌های ژوراسیک دیده می‌شوند که در وسط رشته‌ها و رگه هائی از صخره‌های خروجی قطع شده‌اند. دورتادور این جزیره خارائی به وسیلهٔ طبقاتی ضخیم از مرمرهای سفید بسیار سخت و بدون فسیل، نزدیک به سطح زمین احاطه گردیده است.

## جمعیت
مکریان واقع در جنوب استان آذربایجان غربی متشکل از ۵ شهرستان شامل بوکان، مهاباد، پیرانشهر، سردشت٬اشنویه است. جمعیت شهرستان‌های مکریان در سال ۱۳۹۵ بالغ بر ۱٬۰۴۷٬۰۰۰ نفر است. در بین شهرهای مکریان (جنوب آذربایجان غربی) شهر بوکان با ۱۹۴٬۰۰۰ نفر جمعیت در سال ۱۳۹۵ سومین شهر بزرگ استان و بزرگ‌ترین شهر این منطقهٔ جغرافیایی است.

### فارسی
- زکی بیگ، محمدامین (زمستان ۱۳۸۸). زبده تاریخ کرد و کردستان. تهران: توس. شابک ۹۷۸۹۶۴۳۱۵۵۶۵۰.
- روژبیانی، محمدجمیل (۱۳۸۱)، فرمانروای مکریان در کردستان از دوران باستان تا عصر قاجار، تهران، شابک ۹۶۴۶۸۷۶۱۰۲
- خضری، سعید (بهار ۱۳۸۸)، جغرافیای تاریخی موکریان در چهار سده اخیر، شمارهٔ ۹۲، تهران
- افخمی، ابراهیم (۱۳۶۴)، تاریخ فرهنگ و ادب مکریان جلد اول، سقز: محمدی
- افخمی، ابراهیم (۱۳۷۳)، تاریخ فرهنگ و ادب مکریان جلد دوم، سقز: محمدی
- علی یار، ناصر (۱۳۹۲)، بوکان در قرن چهارده‌هم(۱۴)، تهران، شابک ۹۷۸۹۶۴۰۴۹۳۸۸۵
- صمدی، سیدمحمد (۱۳۸۰–۱۳۸۱)، ضمیمه کتاب نگاهی بخ تاریخ مهاباد، مهاباد: رهرو، شابک ۹۶۴۶۸۰۶۳۰۹